# José Luis Capón
José Luis Capón González (Madrid, 6 febbraio 1948 – Madrid, 29 marzo 2020) è stato un calciatore spagnolo, di ruolo difensore.
Capón è morto nel marzo del 2020, vittima delle complicazioni da COVID-19.

## Carriera
Con l'Atletico Madrid vinse due volte la Liga (1973, 1977), una Coppa di Spagna (1976) e una Coppa Intercontinentale (1975).

## Palmarès

### Competizioni nazionali
- Campionato spagnolo: 2

Atlético Madrid: 1972-1973, 1976-1977
- Coppa di Spagna: 1

Atlético Madrid: 1975-1976

### Competizioni internazionali
- Coppa Intercontinentale: 1

Atlético Madrid: 1974